# Liste de locutions latines commençant par L

## L
Aller à l'index de locutions latines
Labor omnia vincit improbus« Le travail opiniâtre vient à bout de tout. » Virgile, Géorgiques 1, 145 Le texte original est au passé : Labor omnia vicit improbus « Tous les obstacles furent vaincus par un travail opiniâtre. » Voir ici le texte de Virgile. Voir aussi Amor vincit omnia.
Laborare est orare« Travailler, c'est prier. » Formule probablement dérivée (et déformée) de la devise de l'ordre monastique chrétien de Saint-Benoît (bénédictins) : Ora et labora « Prie et travaille. »
Lacrimis struit insidias cum femina plorat« Lorsque la femme pleure, elle tend un piège avec ses larmes. » Dionysius Cato.
Lapsus calami« Trébuchement de plume ; erreur de plume. » (Le calame est une pointe de roseau servant à écrire.) Version moderne : "Faute de frappe."
Lapsus linguæ« Trébuchement de la langue. » Abrégé en "lapsus".
Larvatus prodeo« J'avance masqué. » Utilisé par René Descartes par prudence vis-à-vis de la censure.
Lassata sed non satiata« Lasse mais non repue. » La formule exacte est lassata uiris necdum satiata recessit « Fatiguée des hommes, mais non pas rassasiée, elle s'en va. »  Juvénal, Satires, 6, 130, à propos des mœurs débauchées de Messaline. Voir ici le texte de Juvénal. Lassata sed non satiata est le titre du poème XXVI des Fleurs du mal de Charles Baudelaire.
Lata sententia judex desinit esse judex« Dès le jugement rendu, le juge cesse d’être juge. » Adage juridique.
Lato sensu« Au sens large. »
Laudator temporis acti« Laudateur du temps passé. » Horace, Art poétique, 173. Le vieillard loue le temps passé par jalousie de la jeunesse. Voir ici le contexte.
Laus Deo« Dieu soit loué. »
Leges instituuntur dum promulgantur« Les lois ne sont instituées qu'après avoir été promulguées. » Adage juridique. Voir Lex non promulgata non obligat.
Lex cessat, si finis adaequatus cessat, non vero si particulari« La loi cesse là où cesse son objet ; elle ne s'applique pas aux cas qui lui sont étrangers. » Adage juridique.
Lex est quod notamus« Ce que nous écrivons fait loi. » Devise des notaires de la Chambre de Paris.
Lex moneat priusquam feriat« La loi doit avertir avant de frapper. » Adage juridique exprimant la prohibition des lois rétroactives. Voir : Moneat lex priusquam feriat.
Lex naturalis non scribitur, sed profluit quodam naturali fonte in singulis exprimititur« La loi naturelle n'est pas écrite ; elle s'épanche en chacun de nous comme une source naturelle. »
Lex non promulgata non obligat« Une loi non promulguée ne s’impose pas au justiciable. » Adage juridique. Voir Leges instituuntur dum promulgantur.
Lex non scripta« Loi non écrite. »
Lex parsimoniae« Loi de parcimonie. » Latin médiéval : les meilleures explications sont celles qui nécessitent le moins d'hypothèses. Voir "Rasoir d'Occam".
Lex ratio perfecta a rerum natura« La loi est une prescription de la raison qui dérive de la nature des choses. » Interpolé de Cicéron, Des Lois, 2, 4, 29. Voir ici le texte de Cicéron.
Lex talionis« Loi du talion. »
Libera nos a malo« Délivre-nous du mal. » Dernier verset de la prière chrétienne du Notre Père.
Libera te tutemet ex inferis« Sauve-toi toi-même de l'enfer. » Voir aussi Liberate me ex inferis.  Les deux formules semblent être du latin moderne.
Liberate me ex inferis« Sauvez-moi de l'enfer. » Voir Libera te tutemet ex inferis.
Libidini nihil inhonestum« En amour, il n'est rien de déshonnête. » Formule sans attestation ancienne (la référence parfois faite à Épicure est très suspecte).
Libido imperandi« Désir de commander. »
Libido sciendi« Désir de savoir. »
Loc. cit.Abréviation de Loco citato.
Loc. laud.Abréviation de Loco laudato.
Loco citato« Au passage cité. » (Forme à l'ablatif.) Renvoi fait à un passage déjà cité d'un ouvrage en référence. S'abrège loc. cit..
Loco laudato« Au passage approuvé. » (Forme à l'ablatif.) Dans un ouvrage en référence indique qu'un passage cité est approuvé (par la censure, par une autorité religieuse, etc.) S'abrège loc. laud.
Locus regit actum« Règle de droit international selon laquelle tout acte juridique est régi par la loi du lieu où il est accompli. » Adage juridique.
Loqui cum grano salis« Parler ironiquement. » Voir Cum grano salis.
Lux in tenebris« La lumière dans les ténèbres. » Voir Et lux in tenebris lucet.
Aller à l'index de locutions latines

### Labor omnia vincit improbus
Virgile, Géorgiques, 1, 125-147. [Traduction : Maurice Rat. Virgile, Les Bucoliques et les Géorgiques.  Garnier, Paris, 1932.]
| Ante Iouem nulli subigebant arua coloni : ne signare quidem aut partiri limite campum fas erat ; in medium quaerebant, ipsaque tellus omnia liberius nullo poscente ferebat. Ille malum uirus serpentibus addidit atris praedarique lupos iussit pontumque moueri, mellaque decussit foliis ignemque remouit et passim riuis currentia uina repressit, ut uarias usus meditando extunderet artis paulatim, et sulcis frumenti quaereret herbam, ut silicis uenis abstrusum excuderet ignem. Tunc alnos primum fluuii sensere cauatas ; nauita tum stellis numeros et nomina fecit Pleiadas, Hyadas, claramque Lycaonis Arcton. tum laqueis captare feras et fallere uisco inuentum et magnos canibus circumdare saltus ; atque alius latum funda iam uerberat amnem alta petens, pelagoque alius trahit umida lina. Tum ferri rigor atque argutae lammina serrae (nam primi cuneis scindebant fissile lignum), tum uariae uenere artes. labor omnia uicit improbus et duris urgens in rebus egestas. | Avant Jupiter, point de colon qui domptât les guérets ; il n'était même pas permis de borner ou de partager les champs par une bordure : les récoltes étaient mises en commun et la terre produisait tout d'elle-même, librement, sans contrainte. C'est lui qui donna leur pernicieux virus aux noirs serpents, qui commanda aux loups de vivre de rapines, à la mer de se soulever ; qui fit tomber le miel des feuilles, cacha le feu et arrêta les ruisseaux de vin qui couraient çà et là : son but était, en exerçant le besoin, de créer peu à peu les différents arts, de faire chercher dans les sillons l'herbe du blé et jaillir du sein du caillou le feu qu'il recèle. Alors, pour la première fois, les fleuves sentirent les troncs creusés des aunes ; alors le nocher dénombra et nomma les étoiles : les Pléiades, les Hyades et la claire Arctos, fille de Lycaon. Alors on imagina de prendre aux lacs les bêtes sauvages, de tromper les oiseaux avec de la glu et d'entourer d'une meute les profondeurs des bois. L'un fouette déjà de l'épervier le large fleuve, dont il gagne les eaux hautes ; l'autre traîne sur la mer ses chaluts humides. Alors on connaît le durcissement du fer et la lame de la scie aiguë (car les premiers hommes fendaient le bois avec des coins) ; alors vinrent les différents arts. Tous les obstacles furent vaincus par un travail acharné et par le besoin pressant en de dures circonstances. |
Retour à la liste des locutions latines.

### Lassata sed non satiata
Juvénal, Satires, 6, 115-131. [Traduction : Henri Clouard, Juvénal et Perse ; Paris, Garnier, 1934.]
Juvénal évoque les mœurs dissolues de Messaline, troisième épouse le l'empereur Claude.
| Claudius audi quae tulerit. Dormire uirum cum senserat uxor, sumere nocturnos meretrix augusta cucullos ausa Palatino et tegetem praeferre cubili linquebat comite ancilla non amplius una. Sed nigrum flauo crinem abscondente galero intrauit calidum ueteri centone lupanar et cellam uacuam atque suam ; tunc nuda papillis prostitit auratis titulum mentita Lyciscae ostenditque tuum, generose Britannice, uentrem. Excepit blanda intrantis atque aera poposcit {continueque iacens cunctorum absorbuit ictus.} Mox lenone suas iam dimittente puellas tristis abit, et quod potuit tamen ultima cellam clausit, adhuc ardens rigidae tentigine uoluae, et lassata uiris necdum satiata recessit, obscurisque genis turpis fumoque lucernae foeda lupanaris tulit ad puluinar odorem. | Écoute les malheurs de Claude. Dès que sa femme le voyait endormi, assez folle pour préférer un grabat au lit impérial, l'auguste courtisane prenait deux manteaux de nuit et une servante. Ses noirs cheveux cachés sous une perruque blonde, elle arrivait au fétide et misérable lupanar, elle entrait dans la chambre vide qui était la sienne ; là, toute nue, les seins serrés dans une résille d'or, elle se prostitue sous le faux nom de Lycisca et elle expose le ventre qui t'a porté, ô généreux Britannicus. Elle reçoit avec des caresses tous ceux qui entrent et elle en réclame le salaire ; gisante, elle s'offre à des violences indéfiniment répétées. Bientôt le tenancier congédie ses femmes ; elle a peine à partir ; au moins s'arrange-t-elle à fermer la dernière sa chambre ; encore brûlante du feu de ses désirs, fatiguée des hommes, mais non pas rassasiée, elle s'en va. Les joues noircies par la lampe fumeuse, elle apporte l'odeur du mauvais lieu dans le lit impérial. |
Retour à la liste des locutions latines.

### Laudator temporis acti
Horace, Art poétique, 168-174. [Traduction : François Richard, Horece, Œuvres ; Paris, Garnier, 1944.]
| Multa senem circumueniunt incommoda, uel quod quaerit et inuentis miser abstinet ac timet uti, uel quod res omnis timide gelideque ministrat, dilator, spe longus, iners auidusque futuri, difficilis, querulus, laudator temporis acti se puero, castigator censorque minorum. | Le vieillard est sujet à d'innombrables maux ; il amasse, puis, ô pitié ! met de côté son argent et n'ose pas s'en servir ; il administre ses affaires avec lenteur et timidité, remet au lendemain, a peu d'espoirs, peu d'activité, voudrait être maître de l'avenir ; il est difficile à vivre, grondeur, fait l'éloge du temps où il était enfant, ne cesse de critiquer et de reprendre les jeunes. |
Retour à la liste des locutions latines.

### Lex ratio perfecta a rerum natura
Cicéron, Des Lois, 2, 4, 26-33. [Traduction : Charles Appuhn. Cicéron, De la République, Des lois. Paris, Garnier, 1932.]
| Nec si, regnante Tarquinio, nulla erat Romae scripta lex de stupris, idcirco non contra illam legem sempiternam Sext- Tarquinius uim Lucretiae, Tricipitin, filiae, attulit. Erat enim ratio perfecta a rerum natura, et ad recte faciendum impellens, et a delicto auocans ; quae non tum denique incipit lex esse, cum scripta est, sed tum cum orta est. Orta auteur simul est cum mente diuina. Quamobrem lex uera atque princeps, apta ad iubendum et ad uetandum, ratio est recta summi Iouis. | Et si, sous le règne de Tarquin, il n'y avait point de loi proscrivant l'adultère, Sextus Tarquin en a-t-il moins enfreint une loi éternelle en violant Lucrèce fille de Tricipitinus ? Il y avait en effet une règle fondée en nature, qui dirigeait au bien et détournait du mal, et cette règle n'avait pas besoin d'être écrite pour être une loi, elle l'était d'origine. Elle est contemporaine de l'esprit divin. Ainsi la loi véritable et primitive, celle qui a pouvoir d'obliger et de défendre, est la droite raison de Jupiter souverain. |
Retour à la liste des locutions latines.